# Tartaki (Białoruś)
Tartaki (biał. Тартакі; ros. Тартаки) – wieś na Białorusi, w obwodzie brzeskim, w rejonie baranowickim, w sielsowiecie Leśna.